# Thomas Steinthal
Thomas Steinthal (født 18. april 1999) er en dansk cykelrytter. Thomas Steinthal, der indstillede sin elitekarriere i mountainbike-orientering (MTBO) i efteråret 2021, er femdobbelt junior-verdensmester i (MTBO) og er syv gange blevet junior-europamester i MTBO.
Thomas Steinthal, der primært har kørt MTBO, vandt som 16-årig sin første internationale medalje – det blev til en guldmedalje ved ungdoms-EM i Portugal (2016) (EYMTBOC).
Siden har Thomas Steinthal både vundet VM og EM for juniorer (junior-VM (JWMTBOC) og junior-EM (EJMTBOC)) i MTBO.
Han har herudover vundet to danmarksmesterskaber 
og fire forbundsmesterskaber i MTBO i årene 2018-2021.

I MTBO er Thomas Steinthals særlige styrker god kortforståelse samt udholdenhed på de lange distancer og evnen til at sprinte på de korte orienteringsdistancer.

## Karriere
Thomas Steinthal startede som 15-årig med at løbe orienteringsløb for FIF Hillerød Orientering.
Men allerede som 16-årig deltog han i sit første ungdoms-EM i MTBO, hvor han bl.a. opnåede en 4. plads på langdistancen i Portugal (2016).
Thomas Steinthal har som eliterytter i MTBO cyklet for FIF Hillerød Orientering. Han har herudover kørt lidt landevejscykling og banecykling for cykelklubben CC Hillerød og Cykle Klubben Aarhus.

## Resultater i MTBO

### EM i MTBO
Ved europamesterskabet i Frankrig i 2017 vandt Thomas Steinthal bronze på herre-stafetten sammen med Rasmus Folino Nielsen og Rasmus Søgaard, mens han stadig var juniorrytter.

### Junior-VM i MTBO
Ved junior-VM i Danmark (2019) vandt Thomas Steinthal medaljer i alle fem discipliner: Guld på massestarten og sprintdistancen, sølv på langdistancen og bronze på mellemdistancen.
Som afsluttende rytter vandt han bronze på juniorherre-stafetten sammen med Noah Tristan Hoffmann og Mikkel Brunstedt Nørgaard.
Ved junior-VM i Østrig (2018) vandt Thomas Steinthal ligeledes guld på sprintdistancen, mens det blev til sølv på langdistancen. I 2017 vandt Thomas Steinthal guld ved junior-VM i Litauen på langdistancen og i massestarten samt sølv på mellemdistancen.

### Junior-EM i MTBO
Ved junior-EM i Tyskland (2019) vandt Thomas Steinthal guld på sprintdistancen og sølv på mellemdistancen.
Som afsluttende rytter på det danske juniorherre-stafethold, vandt han herudover guld sammen med Noah Tristan Hoffmann og Mikkel Brunstedt Nørgaard.
Ved junior-EM i Ungarn (2018) vandt Thomas Steinthal guld på de tre discipliner: Langdistancen, mellemdistancen og sprintdistancen.
Ved junior-EM i Frankrig (2017) vandt Thomas Steinthal guld på såvel langdistancen som på sprintdistancen.

### Ungdoms-EM i MTBO
I 2016 vandt Thomas Steinthal guld på mellemdistancen ved ungdoms-EM i Portugal.

### World Cup i MTBO
I ungdommens World Cup ‘Young Guns World Series’ for aldersklassen H20 (juniorer) vandt Thomas Steinthal den samlede worldcup-titel i 2018 – de primære reultater findes ikke længere.
I 2019 blev Thomas Steinthal samlet set nr. 3 i H20-klassen – de primære reultater findes ikke længere.

### DM og andre mesterskaber i MTBO
Thomas Steinthal har vundet to DM-titler og fire forbundsmesterskaber i de individuelle discipliner i MTBO (lang-, mellem- og sprintdistancen) i årene 2018-2021. Der blev dog ikke afholdt DM i MTBO i 2020 grundet COVID19. I 2021 vandt Thomas Steinthal guld på mellemdistancen og bronze på henholdsvis langdistancen og sprintdistancen.
Thomas Steinthal vandt guld på alle individuelle distancer i 2019: Langdistancen, mellemdistancen og sprintdistancen.
I 2018 vandt han ligeledes guld i de to afholdte discipliner: Langdistancen og mellemdistancen.
I 2017 vandt Thomas Steinthal sølv på langdistancen, mens det blev til bronze på mellemdistancen.
Thomas Steinthal har også deltaget i mesterskaber i andre lande. Ved de tjekkiske MTBO-mesterskaber (2021) blev han nr. 3 på både langdistancen og mellemdistancen.
Medaljeoversigt ved danske mesterskaber
2021
- Guld, Mellem (Grenaa Plantage)
- Bronze, Lang (Fussingø/Ålum)
- Bronze, Sprint (Grenaa By)

2019
- Guld, Lang (Tisvildehegn)
- Guld, Mellem (Hedeland)
- Guld, Sprint (Antvorskov Kasserne)

2018
- Guld, Lang (Stendal Ulvedal)
- Guld, Mellem (Houlkær Broddingbjerg)

2017
- Sølv, Lang (Stenbæk)
- Bronze, Mellem (Kolding)

## Andre udmærkelser
Thomas Steinthal blev hædret med Hillerød Elites Talentpris 2019. Thomas Steinthal er herudover blevet udnævnt til ’Årets MTBO-rytter 2016’ i Dansk Orienterings-Forbund.